# Sysinternals
Sysinternals是一個由位於德克薩斯州奧斯汀的Winternals Software LP公司營運的網站，原名為ntinternals，於1996年由軟體設計師Bryce Cogswell與Mark Russinovich開辦，並在2006年7月18日被微軟收購。
該網站提供數個用來管理與監察運行Microsoft Windows操作系统電腦的免費工具，該公司亦有銷售資料恢復工具與該些免費工具的專業版。
Mark Russinovich於2005年10月在Sysinternals網誌上貼出的文章首次揭露了2005年新力博德曼的光碟防複製保護技術醜聞。
2006年7月18日微軟收購了兩個Russinovich的網站，Russinovich表示Sysinternals將保持現狀直至微軟達成分發該網站工具方法的協議，但一個用來恢復Windows密碼的工具NT Locksmith被立刻移除。

## 產品
Winternals製作了許多工具，現可在微軟網站免費下載，包括了重組工具Contig與PageDefrag、診斷工具如Process Explorer與RootkitRevealer；以及填補微軟產品中已知分歧的工具，如允許MS-DOS操作系统讀取NTFS磁區的NTFSDOS。
Autoruns工具提供了对Windows启动项的浏览和管理。
Process Explorer提供了查看进程的功能。您可以轻松使用其定位某一窗口对应的进程，使用接入的virustotal检查某一进程是否安全。

## 外部連結
- Sysinternals Suite（页面存档备份，存于）
- Windows Sysinternals（页面存档备份，存于）
- 搶救Windows疑難雜症Windows Sysinternals Suite